# 未来への誓い
『未来への誓い』（原題:Celebrate Me Home）は、アメリカ合衆国のシンガーソングライター、ケニー・ロギンスが1977年に発表した、ソロ名義では初のスタジオ・アルバム。

## 背景
ロギンス&メッシーナ解散後、ロギンスはそれまでのフォーク的な音楽性から、よりソフトロック的な方向へ移行し、本作はフィル・ラモーンとボブ・ジェームスの共同プロデュース体制で制作された。「愛を信じて」は、バーブラ・ストライサンドに提供した曲のセルフ・カヴァーで、ストライサンドのヴァージョンは1976年公開の映画『スター誕生』で披露された。「アイヴ・ガット・ザ・メロディー」はパティ・オースティンが提供した曲で、オースティンは同曲を含む3曲のレコーディングに参加している。

## 反響・評価
1977年にはアメリカのBillboard 200で最高27位を記録し、その後も売り上げを伸ばして、1980年12月にはRIAAによってプラチナ・ディスクの認定を受けた。また、本作からのシングル「愛を信じて」は、Billboard Hot 100で66位に達した。
Stephen Thomas Erlewineはオールミュージックにおいて5点満点中4点を付け「ロギンスは後に何曲かの全米トップ10ヒットを放っているが、驚くべきことに、このアルバムからは大ヒット曲が生まれなかった。とはいえ、メロウなムードが維持されている、首尾一貫したレコードである」と評している。

## 収録曲
Side 1
1. レディ・ラック - "Lady Luck" (Kenny Loggins, John Townsend) - 4:41
2. イフ・ユー・ビー・ワイズ - "If You Be Wise" (K. Loggins, Jimmy Webb) - 4:28
3. 愛を信じて - "I Believe in Love" (K. Loggins, Alan Bergman, Marilyn Bergman) - 3:31
4. セット・イット・フリー - "Set It Free" (K. Loggins, Eva Ein) - 5:59
5. ホワイ・ドゥ・ピープル・ライ - "Why Do People Lie" (K. Loggins, E. Ein) - 4:30

Side 2
1. エンター・マイ・ドリーム - "Enter My Dream" (K. Loggins) - 5:20
2. アイヴ・ガット・ザ・メロディー - "I've Got the Melody (Deep in My Heart)" (Patti Austin) - 4:15
3. セレブレイト・ミー・ホーム - "Celebrate Me Home" (K. Loggins, Bob James) - 4:45
4. ダディーズ・バック - "Daddy's Back" (K. Loggins, E. Ein,  David Foster) - 3:37
5. ユー・ドント・ノウ・ミー - "You Don't Know Me" (Eddy Arnold, Cindy Walker) - 4:14

## 参加ミュージシャン
- ケニー・ロギンス - ボーカル、バックグラウンド・ボーカル
- ボブ・ジェームス - キーボード、フェンダー・ローズ
- リチャード・ティー - オルガン(on B3)
- リー・リトナー - エレクトリック・ギター(on A1, A3, A4, B3)、アコースティック・ギター(on A1)、ブズーキ(on A1)、マンドリン(on A1)
- ロベン・フォード - エレクトリック・ギター(on A1, A4, A5, B1, B4)、アコースティック・ギター(on A3)
- ハイラム・ブロック - エレクトリック・ギター・ソロ(on A1)
- エリック・ゲイル - エレクトリック・ギター(on A2, B2, B3, B4, B5)
- スティーヴ・カーン - アコースティック・ギター(on A2)、エレクトリック・ギター(on B2)
- ヒュー・マクラッケン - アコースティック・ギター(on A3, B1)
- ディーン・パークス - エレクトリック・ギター(on A4, A5)、アコースティック・ギター(on A4, A5)
- トニー・テデスコ - ブズーキ(on A1)、マンドリン(on A1)、マンドーラ(on A1)
- ジョージ・ホーキンス - ベース(B5を除く全曲)、バックグラウンド・ボーカル(B5を除く全曲)
- ハーヴィー・メイソン - ドラムス(on A1, A3, A4, A5, B1, B3, B4)
- スティーヴ・ガッド - ドラムス(on A2, B2)
- ラルフ・マクドナルド - パーカッション(on A1)、タンブリン(on A3, B2, B3)、カバサ(on A5)、コンガ(on A5, B2)、カウベル(on B2)
- スティーヴ・フォーマン - パーカッション(on A1, A4, A5, B1, B4)
- ラウヂール・ヂ・オリヴェイラ - パーカッション(on A4, A5, B1, B4)
- ジョン・クラーク - リコーダー(on A3, B1)、サクソフォーン(on A5, B4)、木管楽器(on A5, B1, B4)
- ヴィンス・デンハム - サクソフォーン(on A5, B4)、木管楽器(on A5, B1)
- パティ・オースティン - バックグラウンド・ボーカル(on A2, A4, A7)
- ラニ・グローヴス - バックグラウンド・ボーカル(on A2, A4)
- グウェン・ガスリー - バックグラウンド・ボーカル(on A2, A4)
- ビル・イートン - コーラス・アレンジ(on B3)